# 光叶毛蕨
光叶毛蕨（学名：Cyclosorus glabrescens）为金星蕨科毛蕨属下的一个种。